# De oratore

Handschrift de oratore, III, Anfang, Codex Harleianus (British Museum, Nr. 2736), fol.84, neuntes oder zehntes Jahrhundert

De oratore (lateinisch „Über den Redner“) ist ein grundlegendes Werk Ciceros zur Rhetorik, in dem die Voraussetzungen für den Rednerberuf, das Wesen der Rhetorik, der Aufbau der Rede, Fragen des Stils und der moralischen und philosophischen Pflichten des Redners erörtert werden. Die Schrift ist als ein Dialog zwischen Lucius Licinius Crassus und Marcus Antonius Orator, Ciceros Lehrern und Vorbildern, gestaltet, der im Jahr 91 v. Chr., kurz vor Crassus’ Tod geführt worden sei. Cicero hat ihn 55 v. Chr. veröffentlicht und seinem Bruder Quintus gewidmet. Er zählt zu Ciceros Hauptwerken.
Das Werk ist in drei Bücher eingeteilt: Im ersten Buch bespricht Crassus die Voraussetzungen für den Rednerberuf und gelangt von dort zu einer Darstellung des idealen Redners (Stilqualitäten). Das zweite und dritte Buch beinhalten eine Darstellung der Teile der Redekunst (Stilarten und peripatetische Theorie), bevor am Ende in einem Exkurs neben den zuvor besprochenen technischen vor allem moralische und philosophische Qualitäten vom Redner verlangt werden: Er soll Rhetorik und Philosophie beherrschen, nicht nur (wie damals oft behauptet wurde) eine dieser beiden Disziplinen.

## Entstehung
Ciceros rhetorisches Hauptwerk entstand bereits im fortgeschrittenen Alter des Redners und Politikers und ist trotzdem eines der ersten Werke, das er über Rhetorik verfasste. Zu seinen frühen Schriften gehörte zur Zeit der Herausgabe lediglich de inventione, das sich mit dem einzigen Thema, wie eine Rede zu verfassen sei, befasste. Sie stellte damit ein Kapitel aus vielen Rhetorikwerken und Anleitungen der Zeit dar, besonders aus dem griechischen Kulturkreis. Für eine Handbuchdarstellung war dies jedoch allenfalls ein Ausschnitt. Cicero mochte das Versäumnis eines umfassenden Regelwerks mit der Schrift nachholen, da seine Jugendschrift ihm für die Erfahrung und die Würde seines Alters nicht mehr ausreichte, wie er selbst sagt („quae pueris aut adulescentulis nobis ex commentariolis nostris incohata ac rudia exciderunt“).
Dass das Werk ein Dialog und keine einfache Handbuchdarstellung wurde, erklärt sich aus den Zeitumständen seiner Abfassung. Die Handelnden des Dialogs in de oratore befinden sich im September 91 v. Chr. bereits in ungünstigen Umständen kurz vor dem Ausbruch der Ereignisse, die zum Bundesgenossenkrieg und den späteren Bürgerkriegen von Sulla und Marius führten. Der römische Charakter, den der Dialog durch diese politischen Ereignisse erhält, durchzieht das Werk mit Bezug auf Ciceros eigene Zeitumstände, der durch das erste Triumvirat nicht nur eine weniger aktive politische Laufbahn einschlug, sondern sich vor dem Hintergrund der Krise der Republik auf die Schriftstellerei zurückzog. Zur Zeit dieser vita contemplativa herrschte der Triumvir Gaius Iulius Caesar in Rom, von dem sich Cicero anfangs noch Hoffnungen über eine politische Belehrung und Einflussnahme machte. Mit der Zeit distanzierte er sich jedoch von Caesars Politik und geriet eigens in die Kritik. Der Dialog erlaubte Cicero durch mehrere Personen auch mehrfach seine Ansichten darzulegen und damit politische Kritiker, die das Römische weniger geeignet für eine intellektuelle Rhetorik hielten, überzeugender einen Idealredner vorstellen zu können, der auch Staatsmann war. Der ideale Redner stand somit auch Modell für Ciceros erhofftes Bild des griechisch gebildeten und politisch erhabenen römischen Staatsmanns.

## Auftretende Personen
Die Meinungen der dargestellten Personen in de oratore sind großteils Ciceros Meinungen und sein Wissen wird durch die jeweiligen Charaktere vermittelt. Hauptsächlich tauchen die Personen auf, um sie als große Redner der Republik zu würdigen. Die Fiktionalität entsprach dem literarischen Genre und Cicero baute immer wieder ‚reale‘ Passagen ein, um diesen realen Bezug zu sich selbst zu verdeutlichen.
Lucius Licinius Crassus, der Redner des ersten und dritten Buchs, war selbst an der Bildung und dem Studium Ciceros interessiert und beteiligt. Cicero hatte für ihn eine tiefe Bewunderung, so dass er die Bücher seinem und Antonius’ Andenken widmen wollte. An Crassus’ letzte Reden im Senat erinnert sich Cicero am Anfang des dritten Buchs deshalb ausführlich. Crassus’ Reden waren in seiner eigenen Zeit von viel Witz und dem Vermögen geprägt, das Publikum für seine Argumente mit einem wirkungsvollen Vortrag zu gewinnen. Dazu gehörten seine Beteiligung in der causa Curiana 92 v. Chr. oder eine Rede, die er sehr erfolgreich gegen die Anschuldigungen wegen seiner luxuriösen Lebensführung gehalten haben soll. Er war von griechischen Stilidealen der Rhetorik beeinflusst.
Marcus Antonius, der Großvater des gleichnamigen späteren Oktaviangegners und Triumvirn, hatte sich zu Crassus’ Zeit ebenfalls als Gerichtsredner in der Verteidigung bedeutender Politiker hervorgetan, die gegen das Konsulat des Marius und später gegen Sulla klagten.
Innerhalb des Dialoges treten an mehreren Stellen wichtige Redner der späten Republik auf, die zum Teil auch zu Ciceros Lehrern gehörten: Gaius Aurelius Cotta, Publius Sulpicius Rufus, Quintus Mucius Scaevola, Quintus Lutatius Catulus und Gaius Iulius Caesar Strabo Vopiscus, der über den Witz spricht.

## Aufbau

### Griechische Gestaltungsvorbilder
Der Aufbau des Gesamtwerkes folgt Vorbildern aus der Literatur und der gängigen thematischen Einteilung rhetorischer Stilqualitäten aus dem Griechischen, die der Peripatetiker Theophrastos von Eresos, ein Jünger des Aristoteles, in seiner Schrift Peri lexeos für die wissenschaftliche Redekunst festlegte. Die Stilqualitäten sind Korrektheit, Klarheit, Angemessenheit und Schmuck/Schönheit. Drei von ihnen nennt Cicero am Beginn seiner philosophischen Schrift de officiis („[…] quod est oratoris proprium, apte, distincte, ornate dicere“). Eine fünfte Eigenschaft, die Kürze (brevitas) kam später durch die stoische Lehre zu den peripatetischen genera hinzu. Entgegen der schematischen Darstellung bei den Griechen verband Cicero die Qualitäten mit seiner Forderung nach einer Universalbildung des Redners, um keinen Schwerpunkt auf die Theorielastigkeit der Rhetorik zu legen. Cicero setzt daher Antonius mit der Darlegung einer praktischen Umsetzung der Stilarten (Stofffindung, Anordnung, Einüben) im zweiten Buch vor die peripatetische Theorie, die Crassus im dritten Buch bespricht.
Weiteres Gestaltungsvorbild sind die platonischen Dialoge, aus denen Cicero gezielt Themen übernimmt, wie den nahen Tod des gebildeten Crassus, der an den nahen Tod des Sokrates im Phaidon erinnert. Auch Scaevola, der am Ende des ersten Buchs Abschied von den Redenden nimmt, hat seine Entsprechung in Kephalos, der sich am Ende des ersten Buchs der Politeia zurückzieht. Am Ende des dritten Buchs wird verdeckt Hortensius als neue Rednerhoffnung angekündigt, was Bezug auf die Ankündigung des Isokrates im Phaidros nimmt, einem Platonschüler, der wenigstens in der Lehre von den Sophisten Abstand genommen hatte und damit für Platon seine Vorstellung einer neuen, der Philosophie dienlichen Rhetorik verkörperte.

### Buch 1
1–23 Im Proömium des ersten Buches entfaltet Cicero die Konzeption des Werkes vor seinem Bruder und geht insbesondere auf die Fragen ein, warum gemessen an einer Vielzahl berühmter Gelehrter so wenig hervorragende Redner existierten. Er nimmt damit das Thema voraus, dass die Rhetorik kaum eine entlegene Spezialwissenschaft gewesen sei, weil bedeutende Staatsmänner und Philosophen rhetorisch ebenso glanzvolle Leistungen vollbracht hätten. Vielmehr seien es wenige gewesen, die ausschließlich in der Rede glänzten, während jedoch die Redekunst auch anderen Wissenschaften und Tätigkeiten im öffentlichen Leben innewohnte.
Grundsätzliche Themen des Proömius sind der Gegensatz von Redekunst und anderen Disziplinen, wo sich Quintus’ und Ciceros Meinungen gegenüberstehen. Cicero beweist an Beispielen, dass seine Betrachtung der Rede andere Arten impliziert (16 ff.). Zweites Thema ist der Gegensatz von idealer und praktischer Rede, repräsentiert im Argument, dass der römische Redner für eine Theorie der Rede zu beschäftigt sei (21) und dass auch die Griechen die Redekunst eingrenzten. Drittens klingt der Unterschied zwischen Griechen und Römern an (1–13), der darin zum Ausdruck kommt, dass die Römer zwar meist griechische Lehrer hatten, ihre Begabung (ingenium) aber wesentlich höher sein sollte (15). Gleich zu Beginn spricht Cicero ein viertes Thema, die Frage nach dem otium, an. Das fleißige Studium der Rede lässt sich nur verwirklichen, wenn der Römer, der gewöhnlich im Gleichgewicht von otium und negotium lebt, die Muße findet, es zu verwirklichen. Da das in den Staatsgeschäften nicht der Fall ist, weil die Römer fast immer beschäftigt sind (21f.) konnten sich die Griechen anders mit dem Thema befassen. Fünftens erwähnt Cicero Abstufungen der Einarbeitung in die Redekunst. Für Quintus (1–5) reichen schon ingenium und exercitatio. Für Cicero zählen dagegen auch studia (eifrige Bemühungen), neben usus (Nutzen) und exercitatio auch ars (Kunstfertigkeit) (14f. 19) und wie die Griechen studium mit otium hinzu. Ein sechstes Thema ist die Verbindungen von Worten und Inhalten. Ein Redner, der sich im Gesagten nicht auskennt, verfällt auf hohles Geschwätz (17. 20), verba inania bzw. inanis elocutio. Für die Arten der Rhetorik lassen sich aus den Themen drei Definitionen festmachen:
- engerer Begriff der Redekunst, ausschließlich für praktische Reden auf dem forum (nach Quintus’ Sicht)
- weiterer Begriff der Redekunst, für das forum, aber in so vielen Wissenschaften wie möglich gebildet (Ciceros Ansicht)
- jegliche Form von verbaler Kommunikation (dictio), (theoretisches Postulat des idealen Redners in allen Lebenslagen)

24–95 Nach der Anrede an den Bruder treten die Gesprächsteilnehmer auf, der Leser erfährt Ort und Zeit des Gesprächs, über das Cicero berichtet. Ciceros Darlegungen aus der Einleitung nimmt Crassus sogleich auf, indem er mit einem Loblied auf die Redekunst beginnt, die sich über alle Bereiche und auf alle Arten des öffentlichen Lebens erstreckt. Diese Lobpreisung schränkt Scaevola in der Folge auf Gerichtsreden und politische Reden ein (35ff.). Crassus nimmt die Voraussetzungen, die nach Scaevola ein Gerichtsredner mitbringen muss, und zeigt nun wiederum, dass sie in allen Formen der gelehrten Rede zum Einsatz kommen (45–73). Crassus’ Argument ist, dass der Redner in seiner Kunst nur wirklich brillieren kann, wenn er sich in der Fachsprache und den Theorien von Philosophie, Mathematik, Musik und allen anderen allgemeinen und speziellen Künsten entsprechend auskenne. Er spricht damit nicht nur gegen Scaevola, sondern besonders gegen die griechischen Vorstellungen der Rhetorik, nach denen Philosophie von der Rhetorik streng getrennt sein soll. Dazu berichten Antonius und Crassus von Streitgesprächen in Athen, besonders mit dem dortigen Akademiker Charmadas. Im Anschluss zeichnet er ein Bild vom idealen Redner, der universal gebildet ist und durch Ausdruck und Wortwahl sowohl in theoretischer, wie in praktischer Hinsicht das rhetorische Fachwissen vorbildlich anwendet. Die Schilderung des idealen Redners, der selbstverständlich so nicht existieren konnte, erkennt Scaevola eher in Hinsicht auf den hervorragenden Mann in Crassus (76), der sich freilich bescheiden gibt, dass er vom Priester so hoch gelobt wird, aber indirekt zustimmt, dass er bei den ein oder anderen theoretischen Mängeln hervorragend sei. Diese Selbsteinschätzung des Crassus kommt freilich Cicero selbst sehr nahe (78). In der Folge des Dialogs legt auch Antonius seine Meinung vom idealen Redner dar (80–94). Dieser betrachtet das Ideal statt von der Position des Crassus besonders von pragmatischer Seite. Seine Perspektive betrifft die Anforderungen und Mühen des praktischen Vortrags und die Kenntnisse der Philosophie, die er mit dem sophistischen Anspruch einer umfassenden Bildung in der Redetheorie unvereinbar sieht.
96–106 Nach dem ersten Teil des Buches folgt eine Überleitung. Die Schüler von Crassus und Antonius wollen eine Gesamtdarstellung der Griechischen und Römischen Redekunst, die die Lehrmeister bereitwillig liefern und damit zum zweiten Teil überleiten, der den ganzen restlichen Tag im Dialog und gleichzeitig den restlichen Raum des ersten Buches füllt.
107–262 Für Crassus und Antonius zählt nicht eine wissenschaftliche Theorie der Rede, sondern es zählen die Voraussetzungen für einen gelungenen Vortrag in der Praxis. Zu ihnen gehören ingenium und natura des Redners, d. h. die natürlichen und insbesondere die geistigen Anlagen, die er für die große Aufgabe der Redekunst benötigt (113–133). Es zählt weiterhin hinzu das studium, der fortwährende Eifer zu lernen und auch die Vorbilder in der Rede ausgezeichnet zu kennen (134–146). Zuletzt benötigt der Redner eine große Menge schulischer und schriftlicher Übung, die mit der Bildung in Fachwissenschaften einhergeht (147–159). Es folgen Beispiele für diese drei Voraussetzungen des Redners und durch besondere Bitten an Crassus ausführlich in Recht und Gerichtswesen. Crassus kommt auch von diesen Darlegungen wieder auf den Schluss, wie hoch die Redekunst für alle Wissenschaften und umgekehrt einzuschätzen ist (201–203). Antonius hingegen grenzt die Kenntnisse und Voraussetzungen auf die Rhetorik ein und verneint konsequent die Vermischung der rhetorischen Ausbildung mit Politik (214 ff.), Philosophie (219–233), Zivilrecht (234–255) und allen Disziplinen, die Crassus aufführte. Die Diskussion endet im Gegensatz und mit dem Abschied des Hohepriesters Scaevola, der ankündigt, sich nicht länger am Gespräch beteiligen zu können.

### Buch 2
1–11 Das zweite Buch beginnt erneut mit einem Proömium, das diesmal in der Art eigentlicher Proömien ein Lobpreis auf die handelnden Personen und den behandelten Stoff enthält. Für Cicero soll der Dialog der Nachwelt zeigen, wie weit Crassus und Antonius in ihren Kenntnissen und ihrem Ruhm in der Redekunst dem Idealbild des Redners kamen.
12–50 Nach dem Proömium beginnt Antonius zu reden, dessen Vortrag das gesamte zweite Buch füllt. Er hat dabei einen wesentlich größeren und namhafteren Zuhörerkreis, denn gleich zu Beginn stoßen Catulus und Caesar zum Zuhörerkreis. Er beginnt wie Crassus am Vortag mit einem Lob auf die Redekunst und einigen Bemerkungen zur theoretischen Rhetorik. Antonius erklärt anschließend knapp (38–50), dass ein Überblick über die Redegattungen die Aufstellungen von Ausdrucksvorschriften für jede Art erübrigt.
51–92 Um zu zeigen, dass die Möglichkeiten des Ausdrucks einzelnen Gattungen inhärent sind, gibt Antonius einen Exkurs zur Römischen Geschichtsschreibung, (51–65) in dem er seine Bildung und seine intellektuellen Qualitäten vorführt. Er beweist das gleiche in der Kunst der abstrakten Erörterung (64–84), für die die theoretische Rhetorik ebenso unbrauchbar sei. Seine persönlichen Vorstellungen (85–92) betreffen die Praxiserfahrung. Für diese stellte er die Vorbildwirkung des Lehrers als erstes heraus, der im Sinne der imitatio seine Kenntnisse an die Schüler weitergibt. Weiterführend zieht sich das Beispiel zwischen Sulpicius und seinem Lehrer Crassus (84–98).
92–113 Nach den Bemerkungen zur Wichtigkeit des praktischen Vortrags gibt Antonius exempla (Beispiele) in den einzelnen Epochen griechischer Beredsamkeit (92–95). Aus ihnen entstehen konkrete Vorschriften, die er zur Beachtung anführt, insbesondere die Auffindung und kritische Prüfung des Materials für die Argumentation, das meist komplizierter zu betrachten ist als Schulbeispiele. Ein Exkurs folgt in die Stasislehre, die ein methodisches Gerüst zur Findung der Streitfrage darstellt (104–113). Von dieser Lehre kommt er auf das wichtige Thema der Auffindung des Stoffs, der inventio. Das Ziel der Tatfrage betrifft die Wirkung, die der Redner erzielen will und die aus den drei Hauptpunkten, die These als richtig zu erweisen (probare), die Sympathie der Hörer zu gewinnen (conciliare) und Affekte zu erregen (movere), besteht.
114–177 Antonius legt nun die Vorschriften für die einzelnen Ziele umfassen dar. Er beginnt mit dem Beweis der These und der Fragestellung. Der Redner muss zur Erfüllung dieses Punktes Einzelfälle auf einen gattungsspezifischen Allgemeinfall zurückführen. Dadurch muss er nicht mit jedem Mal von neuem mit der wissenschaftlichen Behandlung jedes Themas beginnen, sondern kann sie seinem theoretischen Gattungswissen beiordnen. Gleichzeitig kann er je nach Erfahrung, Fleiß und Einsicht in die Materie bereits auf gewisse Grundgedanken zurückgreifen, wie an ihn herangetragene Fälle zu beurteilen sind. Dieser Gedanke führt Antonius zu den Vorschriften griechischer Philosophenschulen, deren Wert für die Rede er im Anschluss erörtert (151–161). Anschließend gibt er Beispiele, wie solche Grundgedanken anzuwenden seien und welche Gattungen für bestimmte Beweisgründe herangezogen werden müssen.
178–216 Der zweite und dritte Punkt, wie der Redner die Herzen der Zuschauer gewinnt und die Gemüter beeinflusst, folgt im Anschluss mit einer Erklärung der Affektenlehre (185–216).
216–306 Als Antonius den Humor und den Witz für die Gewinnung der Hörer anspricht, unterbricht ihn Caesar mit einem umfassenden Vortrag, der sich ihm mit der Goldenen Regel jeder Stofffindung anschließt, nämlich alles zu vermeiden, was dem Klienten und seiner Sache schaden kann (290–306). Die Darstellung Caesars ist gespickt mit Beispielen für Witze wie demjenigen des Terentius Vespa. Er sucht dabei auch den Witz des Redners von denen bloßer Witzemacher wie Vargula oder Quintus Granius abzugrenzen.
306–367 Zum Ende seines Vortrags gibt Antonius noch Vorschriften, der aufgefundene Stoff anzuordnen ist, (307–332) und schließt mit konkreten Regeln für Reden zu bestimmten Anlässen, so zur Politik (333–340), der Lobrede und der Invektive (340–349). Zuletzt stehen Hinweise zu Mnemotechnik und ein Dank an die Zuhörer, denen er einen Ausblick auf das dritte Buch gibt, in dem Crassus die Aufgaben eines Redners erörtern will.

### Buch 3
1–16 Im Proömium des dritten Buches erinnert Cicero seinen Bruder Quintus noch einmal an den Beginn des Gesamtwerks: an die Bedeutsamkeit der Rede in der Politik, gerade vor dem Hintergrund der drohenden Staatskrise. Die Funktion dieser Schrift werde auch darin bestehen, die Erinnerung an die sprechenden Personen wachzuhalten. Die Sachgebiete, die Crassus in diesem Buch technisch abhandeln wird, wurden schon im ersten Buch angesprochen und umfassend vorbereitet.
19–143 Crassus befasst sich in diesem Buch hauptsächlich mit der Vortragsart und dem Redestil. Der erste Teil folgt daher der üblichen Darstellung der vier aristotelischen Stilqualitäten. Daneben will Crassus in diesem Teil beweisen, dass die Philosophie der theoretischen Rhetorik nützt, und herausstellen, warum. Weil er mit dem Stil auf den Ausführungen zum Inhalt, die sein Vorredner Antonius umfassend im zweiten Buch dargelegt hat, aufbauen muss und um den Bogen zwischen philosophischen Inhalten und rhetorischer Form zu schlagen, zieht er zunächst eine Einheit zwischen Kunst und Inhalt (19–25). Crassus arbeitet sich anschließend über die Stilqualitäten langsam zur Klimax des Buches vor, nämlich der Aussage im Kapitel 143, dass ein Redner mit vollständigem philosophischem Wissen alle anderen überrage. Dazu schildert er zunächst, dass die Funktion der Stilqualitäten sei, die Anlagen eines jeden Schülers durch die einzelnen Künste zusammenzuführen (25–37). Dann kommt er auf die Wirkung sprachlicher Korrektheit (37–48), Klarheit (48–51), Schönheit und Angemessenheit (52ff.) zu sprechen. Aus diesen beiden letzten Punkten klagt Crassus die zeitgenössische Schulrhetorik an und fordert eine Einheit von Geistes- und Ausdruckskraft und politischer Gesinnung gemessen an den Vorfahren. Darin bedauert Crassus die für ihn unrömische Trennung von Philosophie und Rhetorik bei Sokrates. Anschließend prüft er, welche Philosophenschulen überhaupt einen positiven Nutzen für die Rede haben. Bei Epikureismus und Stoizismus gelangt er zu einem Negativurteil, bei der akademischen und aristotelischen Lehre zu einem Positivurteil. Besonders der letzteren wohnt der Weg zurück zu Einheit von Geist und Sprache inne, den Crassus für schwierig einzuschlagen, aber nicht unmöglich zu gehen hält (56–90). Crassus selbst hätte als Censor daher die Rhetorenschulen verbieten lassen (91–95). Von der Ausschweifung kehrt Crassus zu den zwei letzten Stilqualitäten, geschmückt und schön zu reden zurück und verbietet sowohl die vereinzelte Effekthascherei, als auch den Überdruss an Zierrat. Eine wichtige Methode sei vielmehr amplificatio, die Ausgestaltung eines wichtigen Argumentes zum locus communis. Letztere benötigt der Redner in der Dialektik ebenso wie zur Beurteilung von Rechtsfällen und folglich teilt sie Crassus in konkrete und abstrakte Fragestellungen. (96–104ff.) Es folgt eine Wiederholung des Antonius zur Themenfindung und Fülle an Inhalten, deren Gliederung ein Mann von Begabung bereits so wähle, dass es für einen perfekten Ausdruck keine weiteren Regeln braucht. Diese Wirkung der Redegliederung stellt Catulus in der Folge bei den Sophisten fest und bedauert, dass deren Lehre bis Crassus vergessen worden sei (104–131). Crassus nimmt den Tadel auf und zeigt, wo auch auf anderen Gebieten thematische Verengungen stattfinden, wobei er schließlich seinen Punkt noch einmal außerordentlich deutlich macht, dass die Universalbildung das erstrebenswerte Ideal des Redners sei:

“Sin quaerimus, quid unum excellat ex omnibus, docto oratori palma danda est; quem si patiuntur eundem esse philosophum, sublata controversia est; sin eos diiungent, hoc erunt inferiores, quod in oratore perfecto inest illorum omnis scientia, in philosophorum autem cognitione non continuo inest eloquentia; quae quamvis contemnatur ab eis, necesse est tamen aliquem cumulum illorum artibus adferre videatur.”

„Wenn wir aber fragen, was einzig aus allen hervorragt, muss man die Siegespalme dem gelehrten Redner zuerkennen. Wenn man akzeptiert, dass dieser zugleich ein Philosoph ist, ist der Streit behoben. Wenn man aber zwischen ihnen [Philosophen und Rednern] unterscheiden will, werden sie insofern schwächer sein, als dem vollendeten Redner alle Kenntnis jener Philosophen zur Verfügung steht, dem Wissen der Philosophen jedoch nicht automatisch die Beredsamkeit zu Gebote steht. Diese wird zwar von ihnen verachtet, dennoch dürfte man deutlich sehen, dass sie dem Sachverstand jener [Philosophen] gewissermaßen das i-Tüpfelchen aufsetzt.“

143–147  Nach dem Vortrag des Crassus treten ein kurzes Schweigen und ein Zwischengespräch ein.
147–227 Im letzten Teil des Buches setzt Crassus seine Thematik der rechten Formulierung, d. h. des Ausdrucks fort. Es folgt eine lange Gliederung der Einsatzmittel für Wortschmuck nach zwei Gruppen. Zunächst legt er dar, dass wie Einzelworte mit gewisser Zierde zu versehen sind (148–170), danach, wie die Worte zusammen gut wirken, was Fragen der Wortstellung (171f.), des Rhythmus und der Periodisierung betrifft (173–198). Es folgt eine Betonung des Gesamteindrucks einer Rede und die drei Ausdrucksarten für die jeweilige Redesituation, der schlichte Stil (genus tenue), der gemäßigte Stil (moderatum genus) und der eindrucksvolle Stil (genus grande) (199). Beispiele der Anwendung folgen zu verschiedenen Gedanken, bevor Crassus seine Rede mit rhetorischen Stilmitteln, der Forderung nach der Angemessenheit des Redestils (aptum, auch decorum) und der Vortragsweise (actio) (213–227) schließt.
227–230 Im kurzen Epilog danken die Zuhörer den beiden Rednern für ihre Ausführungen und geben einen hoffnungsvollen Ausblick auf die Zukunft. Ohne ihn direkt zu nennen, wird auf den Schwiegersohn des Catulus, Quintus Hortensius Hortalus, angespielt, von dem man erwartete, er werde dem ciceronischen Rednerideal nahekommen und sich damit auch politisch zu einem rechten Staatsmann entwickeln.

## Ausgaben
- M. Tulli Ciceronis de oratore ad Quintum fratrem libri tres. 3 Bände, hrsg. von Augustus S. Wilkins, Clarendon Press, Oxford 1879–1892. (kommentierte Ausgabe)
- M. Tvlli Ciceronis Libros de oratore tres continens. Hrsg. von Augustus S. Wilkins, Clarendon Press, Oxford 1902. (= Marci Tvllii Ciceronis Rhetorica, Tomvs I)
- M. Tvlli Ciceronis De oratore. Hrsg. von Kazimierz Feliks Kumaniecki, Teubner, Leipzig 1969. (= M. Tvlli Ciceronis Scripta qvae manservnt omnia, Fasc. 3; Standardausgabe)

## Übersetzungen
- Cicero: De oratore – Über den Redner. Lateinisch / Deutsch, hrsg. und übersetzt von Harald Merklin, 3., erweiterte Auflage, Reclam, Stuttgart 1997. (= Reclams Universal-Bibliothek, Bd. 6884)
- Cicero: On the Ideal Orator. Lateinisch / Englisch, übers. von James M. May und Jakob Wisse, Oxford University Press, Oxford und New York 2001.
- Marcus Tullius Cicero: De oratore – Über den Redner. Lateinisch / Deutsch, hrsg. und übersetzt von Theodor Nüßlein, Artemis & Winkler, Düsseldorf 2007. (Sammlung Tusculum)

## Kommentare
- Anton Daniël Leeman, Harm Pinkster, Hein L. W. Nelson, Edwin Rabbie, Jakob Wisse, Michael Winterbottom, Elaine Fantham: Marcus Tullius Cicero. De oratore libri tres. Band I–V, Universitätsverlag C. Winter, Heidelberg 1981–2003. (Kommentar und Standardwerk in Zusammenarbeit von jeweils anderen Altphilologen.)
- David Mankin (Hrsg., Komm.): Cicero, De oratore Book III (Cambridge Greek and Latin Classics). Cambridge University Press, Cambridge 2011. – Rezension von Jakob Wisse, Gnomon 87, 2015, S. 706–711.